# Sanzenbach (Rosengarten)
Sanzenbach ist ein Ortsteil der Gemeinde Rosengarten im Landkreis Schwäbisch Hall.

## Geografie

Wasserschloss Sanzenbach mit Kapelle und dem Landturm im Hintergrund

Sanzenbach liegt am Westrand der Gemeinde Rosengarten im Naturpark Schwäbisch-Fränkischer Wald und am Ostrand des Mainhardter Waldes. Durch den Ort führt die K 2593 von Bibersfeld nach Rieden. Sanzenbach wird von dem gleichnamigen Bach durchflossen, sowie vom Hellenklingenbach, der hier in den Sanzenbach mündet.

## Geschichte
Sanzenbach wurde 1336 erstmals urkundlich als Santzenbach erwähnt. Die frühe Geschichte des Ortes ist eng mit der 1375 erstmals urkundlich erwähnten Burg verbunden, die 1584 abbrannte. Bis 1869 war Sanzenbach eine selbständige Gemeinde und kam dann innerhalb des Oberamts Hall nach Rieden. Bis in das 19. Jahrhundert stand über Sanzenbach auf der Höhe des Mainhardter Waldes einer der vier Landtürme der Haller Landheeg.

## Demografie
In Sanzenbach leben 271 Einwohner, damit ist es die zweitkleinste Ortschaft der Gemeinde. 

## Wirtschaft und Verkehr
Am Nordrand des Ortes steht eine 4 ha große Fotovoltaik-Anlage mit einer Leistung von 2 Mio. kWh.